# Jogo do bicho
El juego del bicho (en portugués, jogo do bicho) es un intercambio ilegal de apuestas sobre números que representan animales. Fue creado en 1892 por el barón João Batista Viana Drummond, fundador del Zoológico de Río de Janeiro, en Vila Isabel, Río de Janeiro, Brasil.
La fase de intensa especulación financiera en la bolsa de valores los primeros años de la República brasileña causó una grave crisis al comercio. Para estimular las ventas, los comerciantes instituyeron sorteos de regalos. Así es que, queriendo aumentar las visitas al zoológico, el barón decidió estipular un premio en dinero al portador del boleto de entrada que tuviera la figura del animal del día, el cual era escogido entre los 25 animales del zoológico y pasaba el día entero cubierto con un paño. El paño solamente era retirado a final del día, revelando el animal del día. Posteriormente, los animales fueron asociados la series numéricas de la lotería y el juego pasó a ser practicado ampliamente fuera del zoológico, a punto de transformar la capital de la república (de 1889 a 1960) en la "capital del juego del bicho".
Actualmente, el juego del bicho continúa siendo practicado a gran escala en las calles de las principales ciudades de Brasil, aun siendo considerado como una falta por la legislación penal brasileña.

## Historia
El origen del jogo do bicho se remonta al fin del Imperio e inicio del periodo republicano. Periódicos de la época cuentan que, para mejorar las finanzas del jardín zoológico localizado en el barrio de Vila Isabel, que estaba en dificultades financieras, João Batista Viana Drummond, un señor de tierras y esclavos, creó una lotería en que el apostador escogía uno entre los 25 animales del zoológico.
Cada animal era representado por cuatro números consecutivos comprendidos entre 00 y 99. Había 25 bichos numerados de 01 hasta 25 por orden alfabética. Los números de 00 a 99 correspondían a los 25 animales conforme una progresión aritmética, calculando el prójimo múltiple de cuatro. Por ejemplo, el camello (8) es 29-32, y la vaca (25), 97-00 (hoy, el bicho correspondiendo a un número entre 0000 y 9999 es indicado por los dos dígitos finales). Al final del día, los organizadores del juego revelaban el nombre del bicho vencedor y clavaban el resultado en un poste, lo que se sigue haciendo hasta el día de hoy.
El juego del animal permitía apuestas de unas pocas monedas en una época en que la recesión azotaba Brasil.
La organización del juego de bicho preserva una jerarquía como la de actores, teatro y platea (banqueros, gerentes y apostadores). En esa jerarquía, el "banquero" es quién banca la totalidad del juego y quien paga la banca. El "gerente de banca" o del punto es quien pasa las apuestas al banquero y el premio al vendedor. El vendedor es agregado al gerente de banca y es quien escribe e Intermedia el pago entre el apostador y el gerente. La banca y el punto no necesitan de un lugar fijo para operar: sus operarios son, frecuentemente, encontrados en las calles sentados en sillas o cajas de fruta. En otras regiones de Brasil, se puede entrar en contacto por teléfono y un mensajero viene buscar el boleto en su casa o lugar de trabajo.
El juego del bicho tiene algunas reglas que estipulan límites en las apuestas: un ejemplo es la "descarga" de algunos números muy apostados, como el número de la tumba de Getúlio Vargas o número del caballo el día de San Jorge. Para algunos organizadores, los números muy jugados son cotizados a fin de evitar la "quiebra de la banca" tanto por parte de las bancas de apuestas como durante el sorteo. Por el hecho de ser una actividad que envuelve dinero no controlada por el gobierno, el juego ha atraído la atención de las autoridades corruptas y se creó un complejo y eficiente sistema para la realización de la venta de facilidades.

## Relación con el Carnaval
La conexión del juego del bicho con el carnaval comenzó alrededor de los años 1930, a través del músico Natal da Portela. Natal, desde pronto, estuvo envuelto con el mundo del samba ya que, en el patio de su casa en la esquina con la carretera del Portela en el suburbio de Oswaldo Cruz, se realizaban ruedas de samba. En ese local, fue fundado el bloque carnavalesco "Vai como pode", que se transformaría en la Portela.
Después de perder un brazo a causa de un accidente de tren, Navidad perdió el empleo y fue trabajar como agente en la región de Turiaçu. En poco tiempo, se convirtió en gerente de banca y, después, consiguió montar su propia agencia, viniendo a hacerse banquero de juego del bicho, controlando toda el área de Madureira.
Con la muerte de su gran amigo Paulo de la Portela, Natal, como forma de homenajearlo, resolvió invertir dinero en la escuela de samba Portela, creando ahí la figura del "bicheiro patrono". Sumado a sus prácticas clientelistas con la población de Madureira ya que, debido a su infancia pobre, Navidad siempre buscaba ayudar a los pobres a través de donación la iglesias, la instituciones de caridad, pago de entierros etc., su conexión con el carnaval comenzó a adquirir prestigio, siendo incluso invitado por el entonces ministro Negrão de Lima a presentar la Portela para la Duquesa de Kent en el Palacio Itamaraty en 1959.
Como forma de legitimarse ante la sociedad, los demás banqueros de juego del bicho pasaron a continuación el ejemplo de Navidad, vinculándose a las escuelas de samba de sus respectivas áreas de actuación, lo que posteriormente también sería usado, según algunos, como forma de lavado de dinero.

## Juego del Bicho y Lotería Federal
El juego del bicho es semejante a la lotería federal, pero con algunas diferencias: una de ellas es que el jugador puede apostar cualquier valor, que muchas veces está muy por encima de sus posibilidades. Cuánto mayor sea el valor apostado en una secuencia numérica (millar, centenar, decena, etc.), mayor será el premio en caso de acierto. Con esa flexibilidad de apuestas, el jugador es libre para escoger por el más pequeño valor posible su número de la suerte en las 10.000 oportunidades disponibles en cada sorteo. Ejemplo: un apostador juega un real en una millar en el primer premio (conocido como cabeza por ser la primera millar en el tope de la lista de resultados). Si la acierta entera (los cuatro números), ganaría 3000 reales. Si hubiese jugado cincuenta centavos en la misma apuesta y acertado, el apostador ganaría 1500 reales. Toda banca (organización que hace la administración del juego del bicho) tiene una tabla de valores que son presentados a los apostadores.

## Penas
Simple en el comienzo, el sistema de juego del bicho se multiplicó por todo el territorio brasileño. Cámara Cascudo, en su "Diccionario del folclore brasileño", distinguía el juego como "invencible" y que su represión sólo ampliaba su difusión por todo el país. "Adicción irresistible", escribió el folclorista: "(...) contra él, la represión policial sólo multiplica la clandestinidad. El juego del bicho es invencible. Está, como dicen los adictos, en la sangre".
En "Orden y progreso" (1959) de Gilberto Freyre, describió el juego del bicho como una de las pocas actividades sin discriminación de clases en el inicio de la república. El historiador José Murilo de Carvalho demostró en "Los bestializados: Río de Janeiro y la república que no fue" que la sociedad carioca difundía la creencia en la suerte como una forma de ganarse la vida sin trabajar.
Los problemas del Juego del Bicho con la ley comenzaron sólo dos semanas después de su lanzamiento. Así como hoy, los juegos de azar eran prohibidos en el Brasil del siglo XIX, y todo tipo de sorteo debía ser previamente aprobado por las autoridades locales. A pesar de ser autorizado, pronto la policía de Río de Janeiro se arrepintió de su decisión, habiendo considerado que el juego había escapado de su control. En este momento comenzó la historia de problemas del Juego del Bicho con la ley, que fue marcada por idas y venidas, hasta su prohibición definitiva, en 1941, cuando fue promulgada la ley de prohibición de los juegos de azar en Brasil. A pesar de su popularidad y de ser tolerado por muchas autoridades, el juego del bicho es una falta en Brasil, en consonancia con el artículo 58 de la Ley de Contravenções Penales (Decreto-ley 3 688, de 3 de octubre de 1941). Las personas que lo exploran son sujetos de prisión y multa y los apostadores son objeto de multa.

## Legalización
Desde 2014, se tramita en el Senado Federal de Brasil el Proyecto de Ley N.186, que dispone sobre la explotación de juegos de azar en Brasil, incluyendo el juego del bicho. El tema está siendo analizado por los senadores y debatido públicamente junto a la sociedad civil.

## Tabla de los animales
Los números actuales del juego son los siguientes:
| Grupo  | 01                     | 02                     | 03                     | 04                       | 05                    |
| Animal | Avestruz01--02--03--04 | Águila 05--06--07--08  | Burro09--10--11--12    | Mariposa 13--14--15--16  | Perro17--18--19--20   |
| Grupo  | 06                     | 07                     | 08                     | 09                       | 10                    |
| Animal | Cabra 21--22--23--24   | Carnero 25--26--27--28 | Camello 29--30--31--32 | Cobra 33--34--35--36     | Conejo 37--38--39--40 |
| Grupo  | 11                     | 12                     | 13                     | 14                       | 15                    |
| Animal | Caballo 41--42--43--44 | Elefante45--46--47--48 | Gallo 49--50--51--52   | Gato 53--54--55--56      | Yacaré57--58--59--60  |
| Grupo  | 16                     | 17                     | 18                     | 19                       | 20                    |
| Animal | León 61--62--63--64    | Mono 65--66--67--68    | Cerdo 69--70--71--72   | Pavo Real 73--74--75--76 | Pavo 77--78--79--80   |
| Grupo  | 21                     | 22                     | 23                     | 24                       | 25                    |
| Animal | Toro 81--82--83--84    | Tigre 85--86--87--88   | Oso 89--90--91--92     | Venado 93--94--95--96    | Vaca 97--98--99--00   |
| ------ | ---------------------- | ---------------------- | ---------------------- | ------------------------ | --------------------- |